# Bararita
La bararita és un mineral de la classe dels halurs. Rep el seu nom de l'indret on va ser descoberta: la mina de carbó Barari, a Jharia (Jharkhand, Índia).

## Característiques
La bararita és químicament hexafluorosilicat d'amoni de fórmula química (NH₄)₂SiF₆. Cristal·litza en el sistema trigonal. Els cristalls són diminuts, aplanats en {0001} i poden ser allargats perpendicularment a [0001], també són arborescents i mamil·lars  i es troben comunament inclosos en criptohalita, la qual és el seu dimorf. La seva duresa a l'escala de Mohs és 2,5.
Segons la classificació de Nickel-Strunz, la bararita pertany a «03.CH - Halurs complexos, silicofluorurs» juntament amb els següents minerals: mal·ladrita, criptohalita, hieratita, demartinita i knasibfita.

## Formació i jaciments
La bararita ha estat descrita en diferents ambients de formació: sobre una capa de carbó de llenya (Barari, Índia), com a producte de sublimació a fumaroles
(Vesuvi, Itàlia) i com a producte de la sublimació en la crema de munts d'antracita (Pennsilvània, EUA). També ha estat descrita a la mina Kateřina, a Radvanice (Bohèmia, República Txeca); a la mina Clara, a Oberwolfach (Baden-Württemberg, Alemanya); a Nuraghe di Sa Pattada, a Sardenya; al cràter La Fossa, a Vulcano (Sicília) i a Radlin (Voivodat de Silèsia, Polònia).